# Cléola
Na Mitologia grega, Cléola, filha de Dias, foi casada com Plístene, filho de Atreu e Aérope. Desta união nasceram Agamemnon, Menelau e Anaxíbia.